# Bertric-Burée
Pour les articles ayant des titres homophones, voir Buré (homonymie).
Bertric-Burée est une commune française située dans le département de la Dordogne, en région Nouvelle-Aquitaine.

## Géographie

### Généralités
Dans le quart nord-ouest du département de la Dordogne, en Ribéracois, la commune de Bertric-Burée est située sur un plateau calcaire. Elle est bordée au nord-ouest par la Sauvanie. C'est une commune rurale qui fait partie de l'aire d'attraction de Ribérac, zonage d’étude défini par l'Insee, qui a remplacé en 2020 l'aire urbaine de Ribérac qui n'incluait pas la commune.
Traversé par la route départementale (RD) 106 et en bordure de la 708, (axe Nontron-Marmande), le bourg de Bertric se situe, en distances orthodromiques, sept kilomètres au nord de Ribérac et cinq kilomètres au sud de Verteillac. Le lieu-dit Burée n'est plus représenté que par un château situé 800 mètres au sud du bourg.

### Communes limitrophes
Bertric-Burée est limitrophe de sept autres communes, dont Saint-Martial-Viveyrol au nord-ouest, par un quadripoint.
| Saint-Martial-Viveyrol, Lusignac | Verteillac    | Coutures |
|                                  | Bertric-Burée | Celles   |
| Allemans                         | Villetoureix  |          |

### Géologie et relief

#### Géologie
Situé sur la plaque nord du Bassin aquitain et bordé à son extrémité nord-est par une frange du Massif central, le département de la Dordogne présente une grande diversité géologique. Les terrains sont disposés en profondeur en strates régulières, témoins d'une sédimentation sur cette ancienne plate-forme marine. Le département peut ainsi être découpé sur le plan géologique en quatre gradins différenciés selon leur âge géologique. Bertric-Burée est située dans le troisième gradin à partir du nord-est, un plateau formé de calcaires hétérogènes du Crétacé.
Les couches affleurantes sur le territoire communal sont constituées de formations superficielles du Quaternaire datant du Cénozoïque et de roches sédimentaires du Mésozoïque. La formation la plus ancienne, notée c4b-c, date du Santonien moyen à supérieur, composée de calcaire crayo-glauconieux avec niveaux à huîtres (P. vesicularis), devenant au sommet plus grossier à silex et rudistes (formation de Saint-Félix-de-Reillac), faciès pouvant évoluer vers des sables fins et grès carbonatés à rudistes. La formation la plus récente, notée CFvs, fait partie des formations superficielles de type colluvions carbonatées de vallons secs : sable limoneux à débris calcaires et argile sableuse à débris. Le descriptif de ces couches est détaillé dans  les feuilles « no 757 - Ribérac » et « no 758 - Périgueux (ouest) » de la carte géologique au 1/50 000 de la France métropolitaine, et leurs notices associées,.

Carte géologique de Bertric-Burée.

#### Relief et paysages
Le département de la Dordogne se présente comme un vaste plateau incliné du nord-est (491 m, à la forêt de Vieillecour dans le Nontronnais, à Saint-Pierre-de-Frugie) au sud-ouest (2 m à Lamothe-Montravel). L'altitude du territoire communal varie quant à elle entre 68 m et 181 m,.
Dans le cadre de la Convention européenne du paysage entrée en vigueur en France le 1er juillet 2006, renforcée par la loi du 8 août 2016 pour la reconquête de la biodiversité, de la nature et des paysages, un atlas des paysages de la Dordogne a été élaboré sous maîtrise d’ouvrage de l’État et publié en octobre 2020. Les paysages du département s'organisent en huit unités paysagères et 14 sous-unités. La commune est dans le Ribéracois, une région naturelle possédant un relief vallonné avec des altitudes moyennes comprises autour des 130-160 m, sculpté par la Dronne et ses nombreux affluents. Les paysages sont ondulés de grandes cultures dont les vastes horizons contrastent avec les paysages plus cloisonnés de la Dordogne,.
La superficie cadastrale de la commune publiée par l'Insee, qui sert de référence dans toutes les statistiques, est de 16,73 km2,,. La superficie géographique, issue de la BD Topo, composante du Référentiel à grande échelle produit par l'IGN, est quant à elle de 16,69 km2.

### Hydrographie

#### Réseau hydrographique
La commune est située dans le bassin de la Dordogne au sein du Bassin Adour-Garonne. Elle est drainée par la Sauvanie, le Boulon, le Bournet, le Troirieux et par divers petits cours d'eau, qui constituent un réseau hydrographique de 25 km de longueur totale,.
La Sauvanie, d'une longueur totale de 14,58 km, prend sa source dans la commune de Cherval et se jette dans la Lizonne en rive gauche, en limite d'Allemans et Saint-Paul-Lizonne, face à la commune de Saint-Séverin,. Elle arrose la commune au nord-ouest sur deux kilomètres et demi, servant en grande partie de limite naturelle face à Lusignac.
Son affluent de rive gauche le Troirieux prend sa source 400 mètres au nord du bourg, arrosant le territoire communal sur trois kilomètres en direction du nord-ouest.
Prenant sa source 300 mètres à l'ouest-sud-ouest du bourg, le Boulon, affluent de rive droite de la Dronne, baigne la commune sur plus de deux kilomètres.
Le Bournet, ou ruisseau de la Barde, prend sa source 650 mètres à l'est-nord-est du bourg et traverse le sud-est du territoire communal sur plus de deux kilomètres et demi dont 500 mètres en limite de Celles.

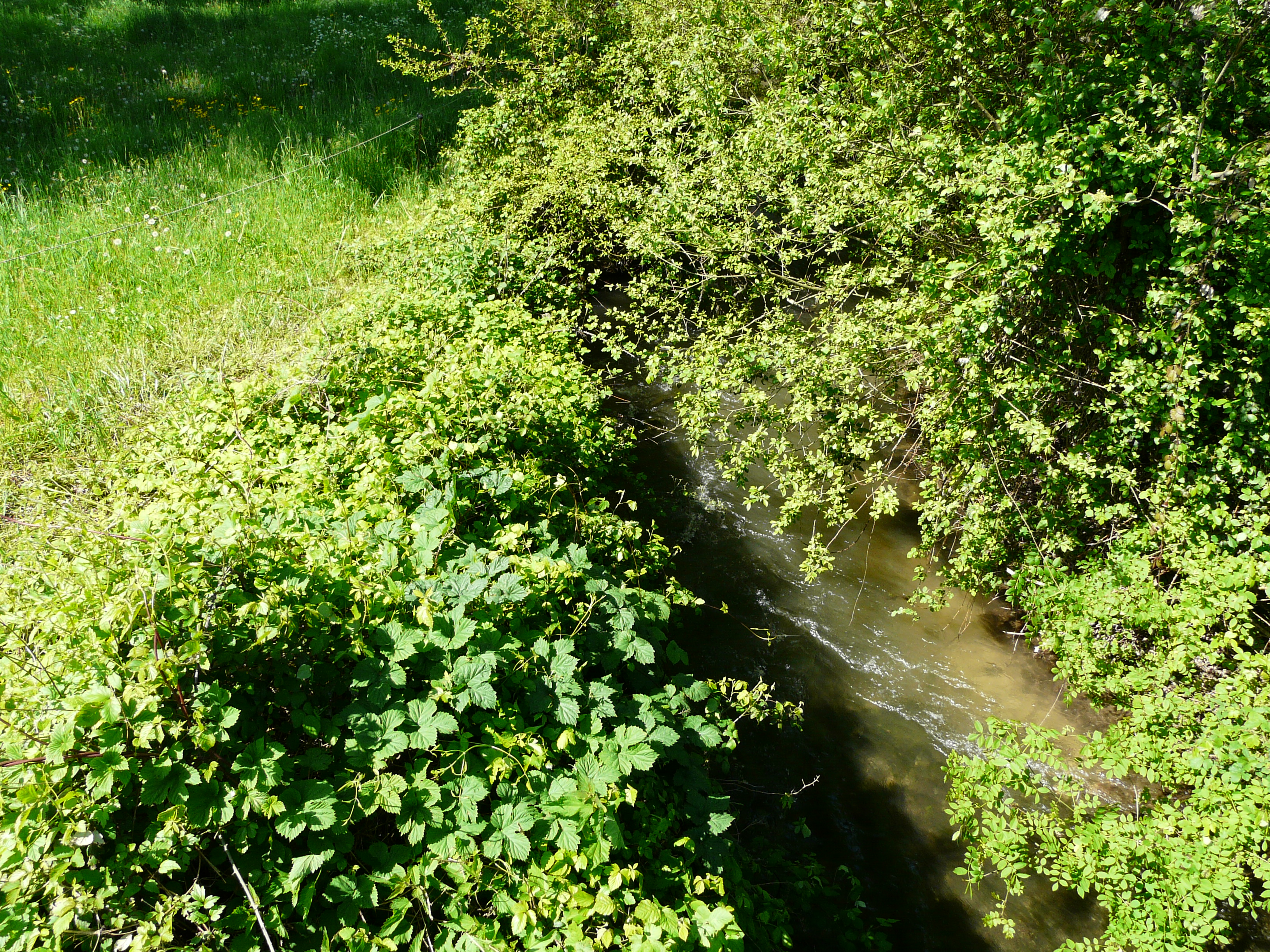
La Sauvanie en aval du pont de l'Épine Basse, en limite de Lusignac et Bertric-Burée.
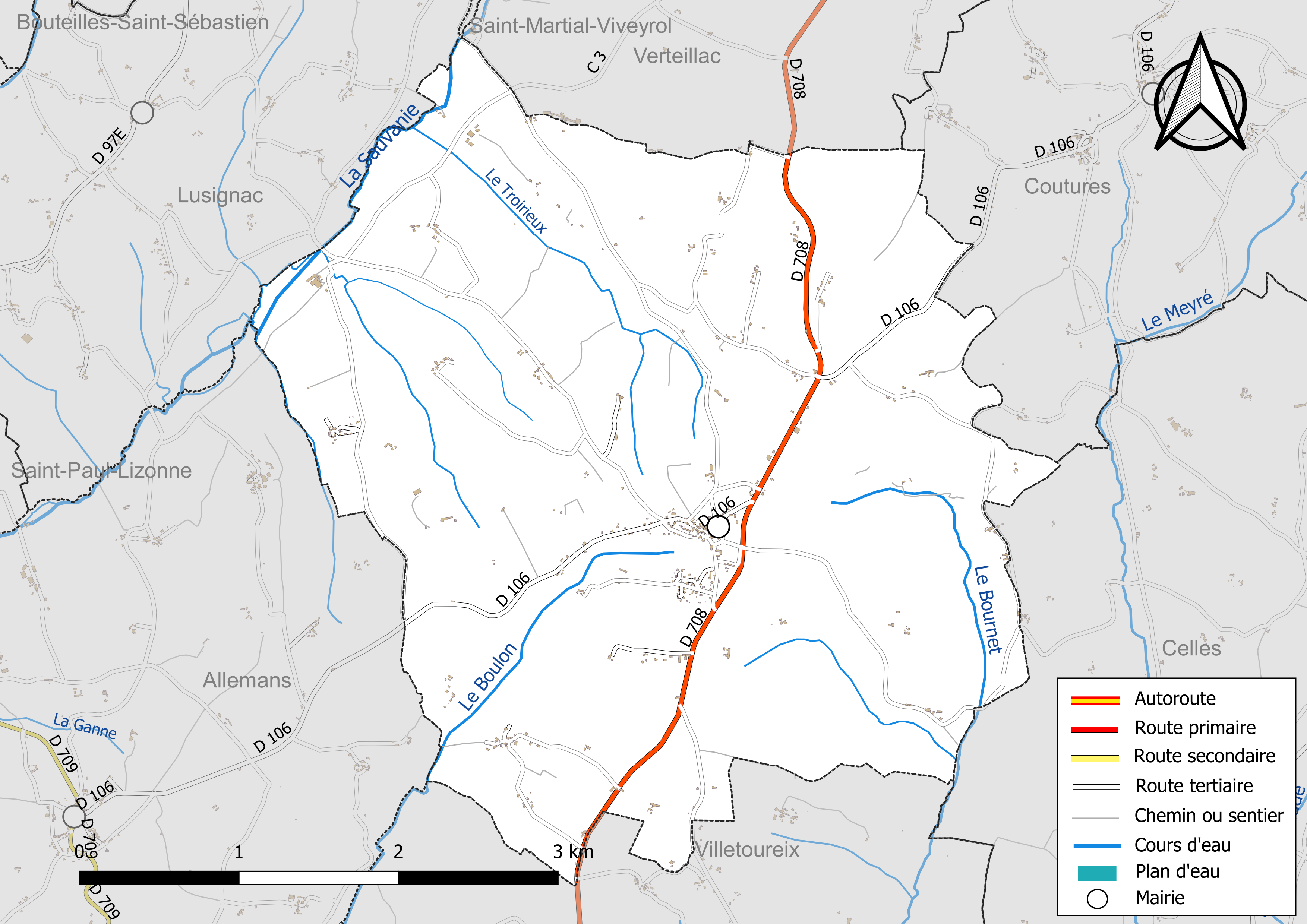
Réseaux hydrographique et routier de Bertric-Burée.

#### Gestion et qualité des eaux
Le territoire communal est couvert par le schéma d'aménagement et de gestion des eaux (SAGE) « Isle - Dronne ». Ce document de planification, dont le territoire regroupe les bassins versants de l'Isle et de la Dronne, d'une superficie de 7 500 km2, a été approuvé le 2 août 2021. La structure porteuse de l'élaboration et de la mise en œuvre est l'établissement public territorial de bassin de la Dordogne (EPIDOR). Il définit sur son territoire les objectifs généraux d’utilisation, de mise en valeur et de protection quantitative et qualitative des ressources en eau superficielle et souterraine, en respect des objectifs de qualité définis dans le troisième SDAGE  du Bassin Adour-Garonne qui couvre la période 2022-2027, approuvé le 10 mars 2022.
La qualité des eaux de baignade et des cours d’eau peut être consultée sur un site dédié géré par les agences de l’eau et l’Agence française pour la biodiversité.

### Climat
Pour des articles plus généraux, voir Climat de la Nouvelle-Aquitaine et Climat de la Dordogne.
Historiquement, la commune est exposée à un climat océanique aquitain.  
En 2020, Météo-France publie une typologie des climats de la France métropolitaine dans laquelle la commune est exposée à un climat océanique altéré et est dans la région climatique  Aquitaine, Gascogne, caractérisée par une pluviométrie abondante au printemps, modérée en automne, un faible ensoleillement au printemps, un été chaud (19,5 °C), des vents faibles, des brouillards fréquents en automne et en hiver et des orages fréquents en été (15 à 20 jours).
Pour la période 1971-2000, la température annuelle moyenne est de 12,6 °C, avec  une amplitude thermique annuelle de 15,2 °C. Le cumul annuel moyen de précipitations est de 960 mm, avec 12,2 jours de précipitations en janvier et 7 jours en juillet. Pour la période 1991-2020, la température moyenne annuelle observée sur la station météorologique la plus proche, située sur la commune de Saint-Martial-Viveyrol à 6 km à vol d'oiseau, est de 13,3 °C et le cumul annuel moyen de précipitations est de 862,3 mm,. Pour l'avenir, les paramètres climatiques de la commune estimés pour 2050 selon différents scénarios d’émission de gaz à effet de serre sont consultables sur un site dédié publié par Météo-France en novembre 2022.

## Urbanisme

### Typologie
Au 1er janvier 2024, Bertric-Burée est catégorisée commune rurale à habitat très dispersé, selon la nouvelle grille communale de densité à 7 niveaux définie par l'Insee en 2022.
Elle est située hors unité urbaine. Par ailleurs la commune fait partie de l'aire d'attraction de Ribérac, dont elle est une commune de la couronne,. Cette aire, qui regroupe 24 communes, est catégorisée dans les aires de moins de 50 000 habitants,.

### Occupation des sols
L'occupation des sols de la commune, telle qu'elle ressort de la base de données européenne d’occupation biophysique des sols Corine Land Cover (CLC), est marquée par l'importance des territoires agricoles (76,5 % en 2018), une proportion sensiblement équivalente à celle de 1990 (76,1 %). La répartition détaillée en 2018 est la suivante : 
terres arables (64,2 %), forêts (19,3 %), zones agricoles hétérogènes (9 %), prairies (3,2 %), milieux à végétation arbustive et/ou herbacée (2,4 %), zones urbanisées (1,9 %). L'évolution de l’occupation des sols de la commune et de ses infrastructures peut être observée sur les différentes représentations cartographiques du territoire : la carte de Cassini (XVIIIe siècle), la carte d'état-major (1820-1866) et les cartes ou photos aériennes de l'IGN pour la période actuelle (1950 à aujourd'hui).

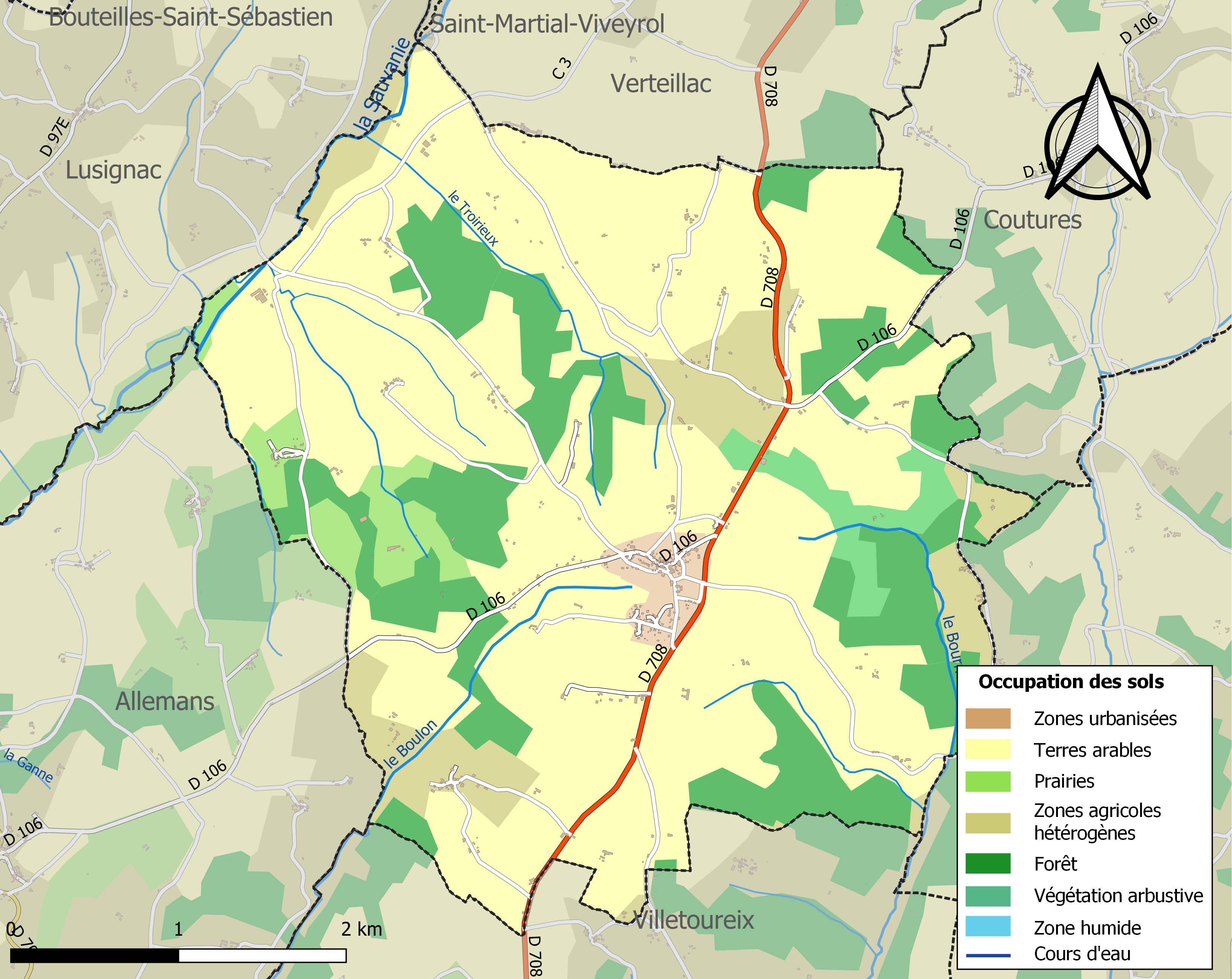
Carte des infrastructures et de l'occupation des sols de la commune en 2018 (CLC).

### Villages, hameaux et lieux-dits
Outre le bourg de Bertric-Burée proprement dit, le territoire se compose d'autres villages ou hameaux, ainsi que de lieux-dits :
- l'Ambaudie
- la Bachellerie
- la Barde
- le Barradis
- le Beauchaud
- Belair[Note 4]
- Bellair[Note 5]
- Chez Blanchardie
- les Boiges
- la Boiretie
- les Bois du Bournet
- le Bosredon
- le Bournet
- les Brandeaux
- les Brousses
- le Buisson
- Burée
- Chez Catet
- la Chapelle-Saint-Sicaire
- les Clèdes
- la Croix du Rapt
- Domaine de la Faye
- l'Étang
- le Faurieux
- le Fieux
- Foncrouzille
- le Fontanaud
- les Fougères
- la Garde
- la Gauterie
- le Genêt
- le Gourdis
- la Grange
- le Gros Cat
- Leyssonnie
- Lussac
- Lussac[Note 6]
- le Maine Foucaud
- Maison Blanche
- Maison Neuve
- le Malardier
- Chez Marty
- le Mas
- Montabout
- le Moulin de la Côte
- le Moulin de Lussac
- la Pautardie
- le Petit Bois
- les Petites Côtes
- le Peuplier
- Phélier
- les Pouges
- la Pouyette
- le Prunier
- la Queyrelie
- le Sarailler
- la Serve
- le Temple
- Chez Tiennaud
- Trifolet
- le Troirieux
- la Verdure
- la Vigerie
- Aux Vignauds[Note 7]
- les Vignauds[Note 8]
- Vigne Plate.

### Prévention des risques
Le territoire de la commune de Bertric-Burée est vulnérable à différents aléas naturels : météorologiques (tempête, orage, neige, grand froid, canicule ou sécheresse), feux de forêts, mouvements de terrains et séisme (sismicité faible). Un site publié par le BRGM permet d'évaluer simplement et rapidement les risques d'un bien localisé soit par son adresse soit par le numéro de sa parcelle.
Bertric-Burée est exposée au risque de feu de forêt. L’arrêté préfectoral du 14 mars 2013 fixe les conditions de pratique des incinérations et de brûlage dans un objectif de réduire le risque de départs d’incendie. À ce titre, des périodes sont déterminées : interdiction totale du 15 février au 15 mai et du 15 juin au 15 octobre, utilisation réglementée du 16 mai au 14 juin et du 16 octobre au 14 février. En septembre 2020, un plan inter-départemental de protection des forêts contre les incendies (PidPFCI) a été adopté pour la période 2019-2029,.

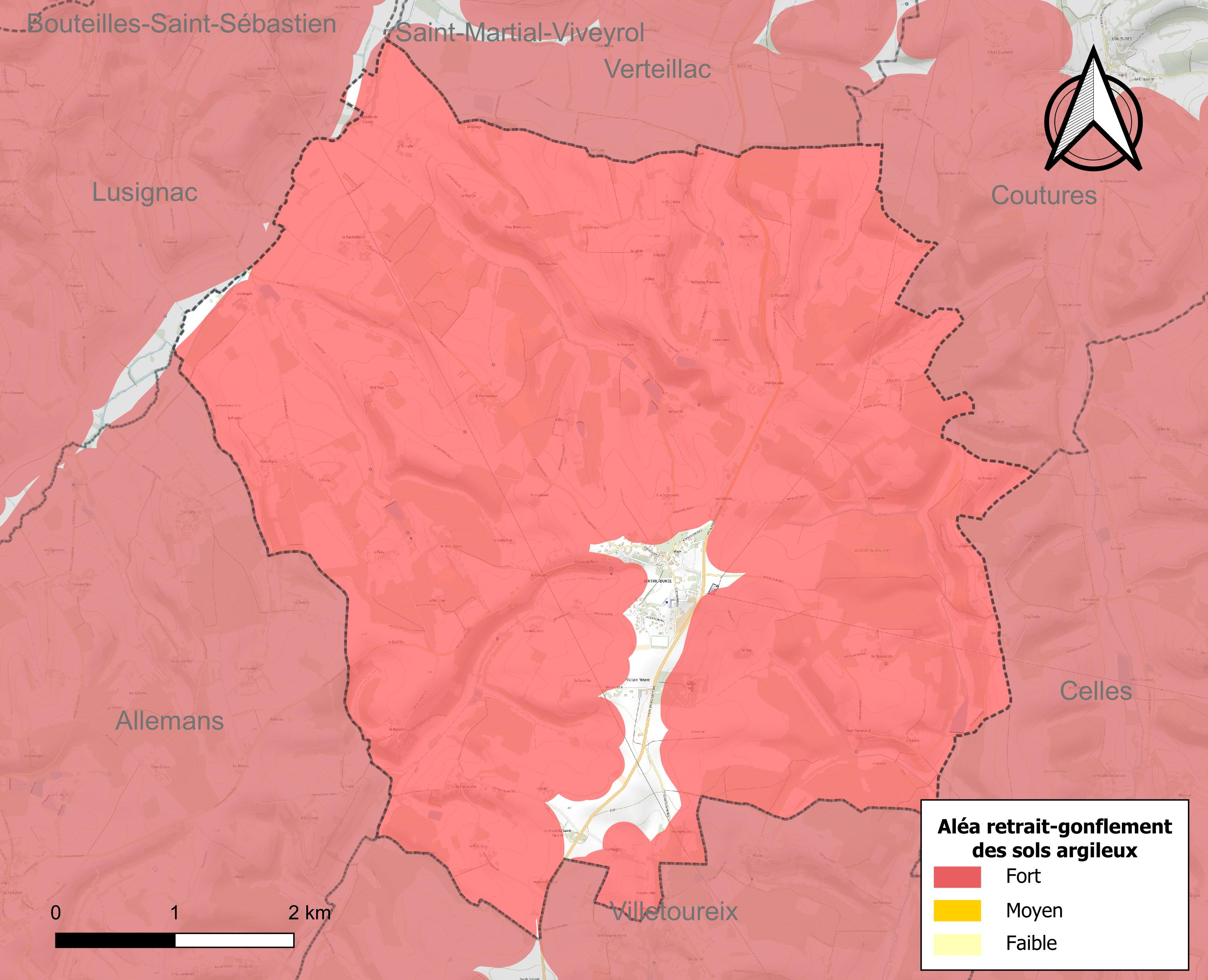
Carte des zones d'aléa retrait-gonflement des sols argileux de Bertric-Burée.

Les mouvements de terrains susceptibles de se produire sur la commune sont des tassements différentiels. Le retrait-gonflement des sols argileux est susceptible d'engendrer des dommages importants aux bâtiments en cas d’alternance de périodes de sécheresse et de pluie. 95,5 % de la superficie communale est en aléa moyen ou fort (58,6 % au niveau départemental et 48,5 % au niveau national métropolitain). Depuis le 1er octobre 2020, en application de la loi ÉLAN, différentes contraintes s'imposent aux vendeurs, maîtres d'ouvrages ou constructeurs de biens situés dans une zone classée en aléa moyen ou fort,.
La commune a été reconnue en état de catastrophe naturelle au titre des dommages causés par les inondations et coulées de boue survenues en 1982, 1983, 1986 et 1999, par la sécheresse en 1989 et 1992 et par des mouvements de terrain en 1999.

## Toponymie
En occitan, la commune porte le nom de Bertric e Burèia.

## Histoire
Sur la carte de Cassini représentant la France entre 1756 et 1789, les deux villages sont identifiés sous les noms de Bertricq et Buree.
En 1824, les communes de Bertric et de Burée fusionnent sous le nom de Bertric-Burée.

## Politique et administration

### Intercommunalité
Au 1er janvier 2013, la commune de Bertric-Burée rejoint la communauté de communes du Ribéracois. Celle-ci disparaît le 31 décembre 2013, remplacée au 1er janvier 2014 par une nouvelle intercommunalité élargie, la communauté de communes du Pays Ribéracois, renommée en 2019 communauté de communes du Périgord Ribéracois.

### Administration municipale
La population de la commune étant comprise entre 100 et 499 habitants au recensement de 2017, onze conseillers municipaux ont été élus en 2020,.

### Liste des maires

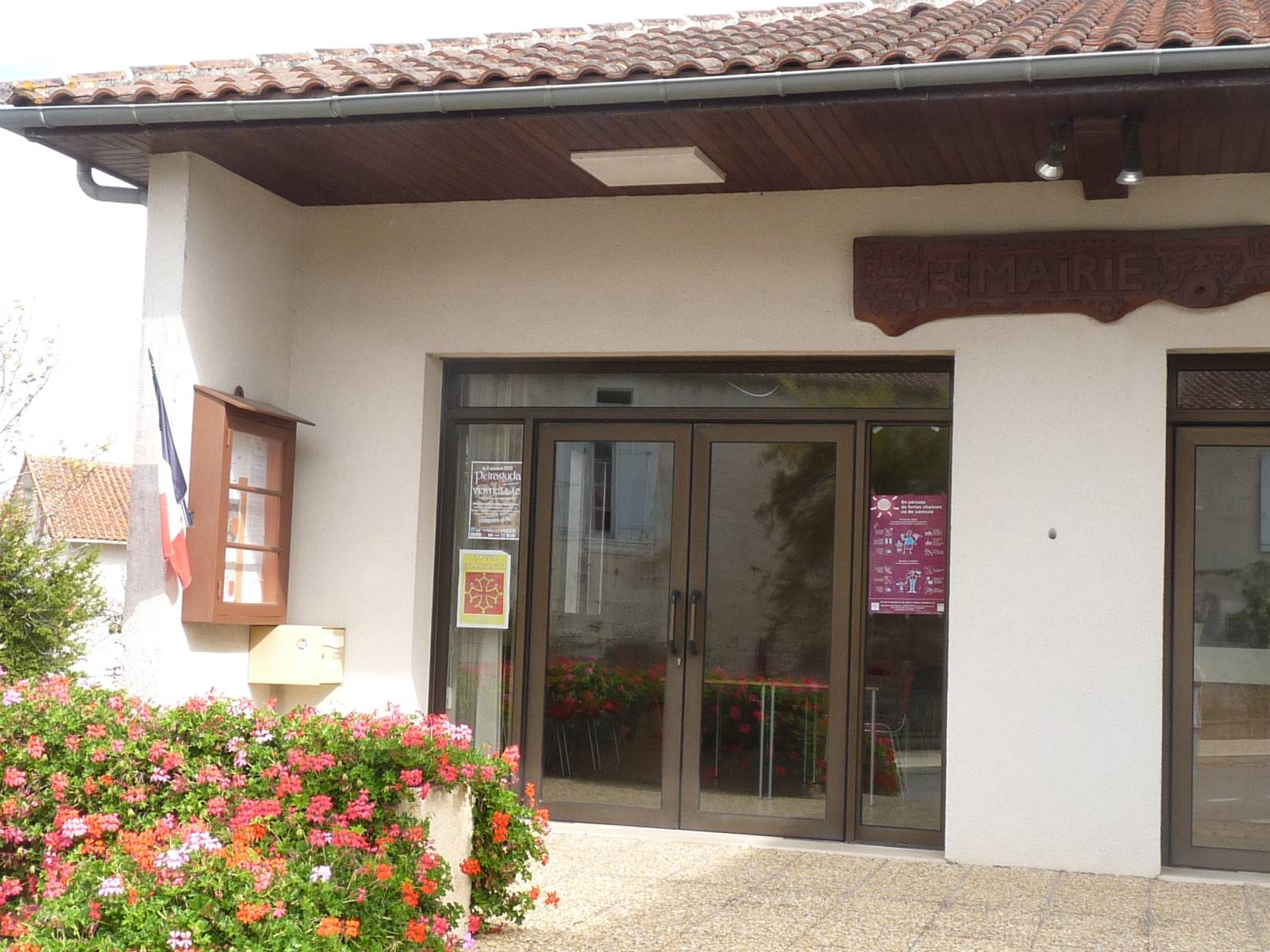
La mairie, au bourg.

| Période                                  | Période        | Identité                 | Étiquette | Qualité         |
| ---------------------------------------- | -------------- | ------------------------ | --------- | --------------- |
| Les données manquantes sont à compléter. |                |                          |           |                 |
|                                          | ventose an VII | Bernerie                 |           |                 |
| messidor an VII                          | an XI          | Antoine Carrier          |           | Officier public |
| an XI                                    | an XII         | Sicaire Mazeau           |           |                 |
| fructidor an XII                         | 1824           | Jean Robinet de la Serve |           |                 |

| Période                                  | Période        | Identité                        | Étiquette | Qualité                   |
| ---------------------------------------- | -------------- | ------------------------------- | --------- | ------------------------- |
| Les données manquantes sont à compléter. |                |                                 |           |                           |
|                                          | an IX          | Jacques Duranthon               |           | Officier public           |
| an X                                     | septembre 1817 | Antoine de Tessière de Miremont |           |                           |
| octobre 1817                             | décembre 1821  | Bitard                          |           |                           |
| janvier 1822                             | 1824           | Jean Robinet de la Serve        |           | Administrateur provisoire |

| Période                                  | Période       | Identité                 | Étiquette | Qualité                            |
| ---------------------------------------- | ------------- | ------------------------ | --------- | ---------------------------------- |
| Les données manquantes sont à compléter. |               |                          |           |                                    |
| 1825                                     |               | Jean Robinet de la Serve |           |                                    |
|                                          |               |                          |           |                                    |
|                                          | août 1860     | Léonard Marcelot         |           |                                    |
| août 1860                                | août 1870     | Robinet de la Serve      |           |                                    |
| septembre 1870                           | octobre 1870  | Chavanat                 |           |                                    |
| octobre 1870                             | avril 1871    | Sicaire Fourgeaud        |           |                                    |
| mai 1871                                 | 16 avril 1874 | Léonard Marcelot         |           |                                    |
| avril 1874                               | décembre 1874 | Robinet de la Serve      |           | Adjoint faisant fonctions de maire |
| janvier 1875                             |               | Sicaire Fourgeaud        |           |                                    |
|                                          |               |                          |           |                                    |
| 1977                                     | avril 2014    | Marcel Poupard           | SE        | Retraité de l'agriculture          |
| avril 2014 (réélu en mai 2020)           | En cours      | Jean-Pierre Prigul       | DVG       | Ouvrier                            |

### Politique environnementale
Dans son palmarès 2024, le Conseil national de villes et villages fleuris de France a attribué une fleur à la commune.

### Jumelages

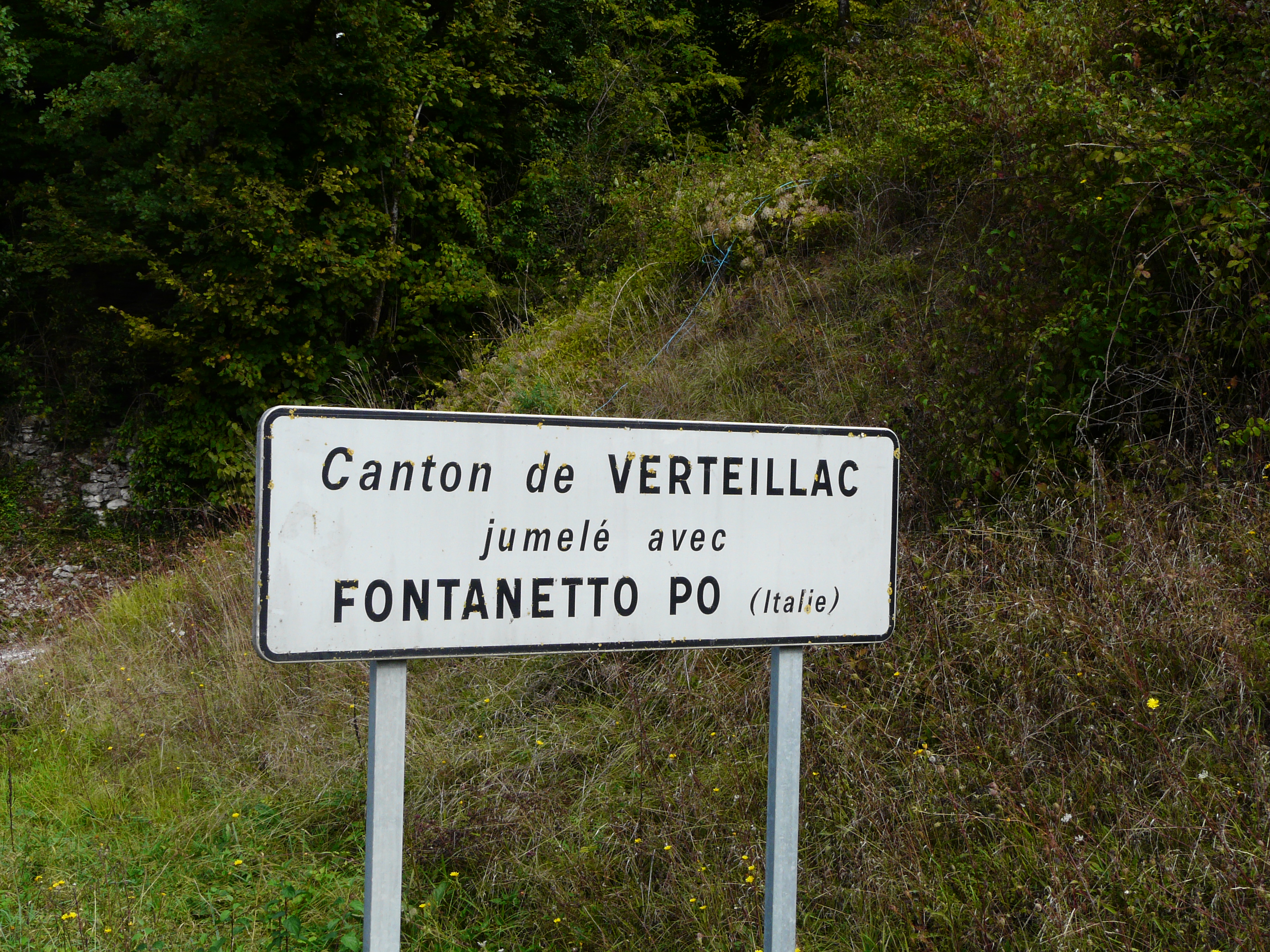
Panneau de jumelage du canton avec Fontanetto Po.

L'ensemble des communes de l'ancien canton de Verteillac, dont faisait partie Bertric-Burée, est jumelé avec la commune italienne de Fontanetto Po depuis 1988.

## Équipements et services publics

### Justice
Dans le domaine judiciaire, Bertric-Burée relève : 
- du tribunal judiciaire, du tribunal pour enfants, du conseil de prud'hommes et du tribunal de commerce de Périgueux ;
- du pôle Nationalité du tribunal judiciaire de Périgueux (compétent uniquement dans le domaine de la nationalité) ;
- de la cour d'appel, du tribunal administratif et de la  cour administrative d'appel de Bordeaux.

## Population et société

### Démographie
Les habitants de Bertric-Burée se nomment les Bertricois.
Jusqu'en 1824, les communes de Bertric et de Burée étaient indépendantes.

### Évolution démographique de Burée
| 1793 | 1800 | 1806 | 1821 |
| ---- | ---- | ---- | ---- |
| 153  | 129  | 118  | 126  |

### Évolution démographique de Bertric puis de Bertric-Burée
L'évolution du nombre d'habitants est connue à travers les recensements de la population effectués dans la commune depuis 1793. Pour les communes de moins de 10 000 habitants, une enquête de recensement portant sur toute la population est réalisée tous les cinq ans, les populations de référence des années intermédiaires étant quant à elles estimées par interpolation ou extrapolation. Pour la commune, le premier recensement exhaustif entrant dans le cadre du nouveau dispositif a été réalisé en 2008.

En 2022, la commune comptait 435 habitants, en évolution de −3,55 % par rapport à 2016 (Dordogne : +0,37 %, France hors Mayotte : +2,11 %).
| 1793 | 1800 | 1806 | 1821 | 1831 | 1836 | 1841 | 1846 | 1851 |
| ---- | ---- | ---- | ---- | ---- | ---- | ---- | ---- | ---- |
| 585  | 585  | 610  | 646  | 798  | 822  | 887  | 876  | 774  |

| 1856 | 1861 | 1866 | 1872 | 1876 | 1881 | 1886 | 1891 | 1896 |
| ---- | ---- | ---- | ---- | ---- | ---- | ---- | ---- | ---- |
| 792  | 782  | 743  | 720  | 706  | 675  | 674  | 624  | 599  |

| 1901 | 1906 | 1911 | 1921 | 1926 | 1931 | 1936 | 1946 | 1954 |
| ---- | ---- | ---- | ---- | ---- | ---- | ---- | ---- | ---- |
| 560  | 551  | 556  | 548  | 529  | 513  | 524  | 465  | 432  |

| 1962 | 1968 | 1975 | 1982 | 1990 | 1999 | 2006 | 2008 | 2013 |
| ---- | ---- | ---- | ---- | ---- | ---- | ---- | ---- | ---- |
| 360  | 330  | 308  | 314  | 340  | 393  | 405  | 409  | 455  |

| 2018 | 2022 | - | - | - | - | - | - | - |
| ---- | ---- | - | - | - | - | - | - | - |
| 430  | 435  | - | - | - | - | - | - | - |

## Économie

### Emploi
En 2015, parmi la population communale comprise entre 15 et 64 ans, les actifs représentent 197 personnes, soit 42,7 % de la population municipale. Le nombre de chômeurs (trente-cinq) a plus que quadruplé par rapport à 2010 (huit) et le taux de chômage de cette population active s'établit à 17,6 %.

### Établissements
Au 31 décembre 2015, la commune compte 44 établissements, dont 21 au niveau des commerces, transports ou services, onze dans l'agriculture, la sylviculture ou la pêche, sept dans la construction, trois dans l'industrie, et deux au secteur administratif, à l'enseignement, à la santé ou à l'action sociale.

### Entreprises
Dans le secteur des services, parmi les entreprises ayant leur siège social en Dordogne, l'entreprise Transports Peyrou (transports routiers de fret de proximité), implantée à Bertric-Burée, se classe 4e avec 17 578 k€, quant au chiffre d'affaires hors taxes en 2015-2016. Tous secteurs confondus, elle figure en 46e position parmi les entreprises de la Dordogne, quant au chiffre d'affaires à l'exportation, avec 820 k€

## Culture locale et patrimoine

### Lieux et monuments

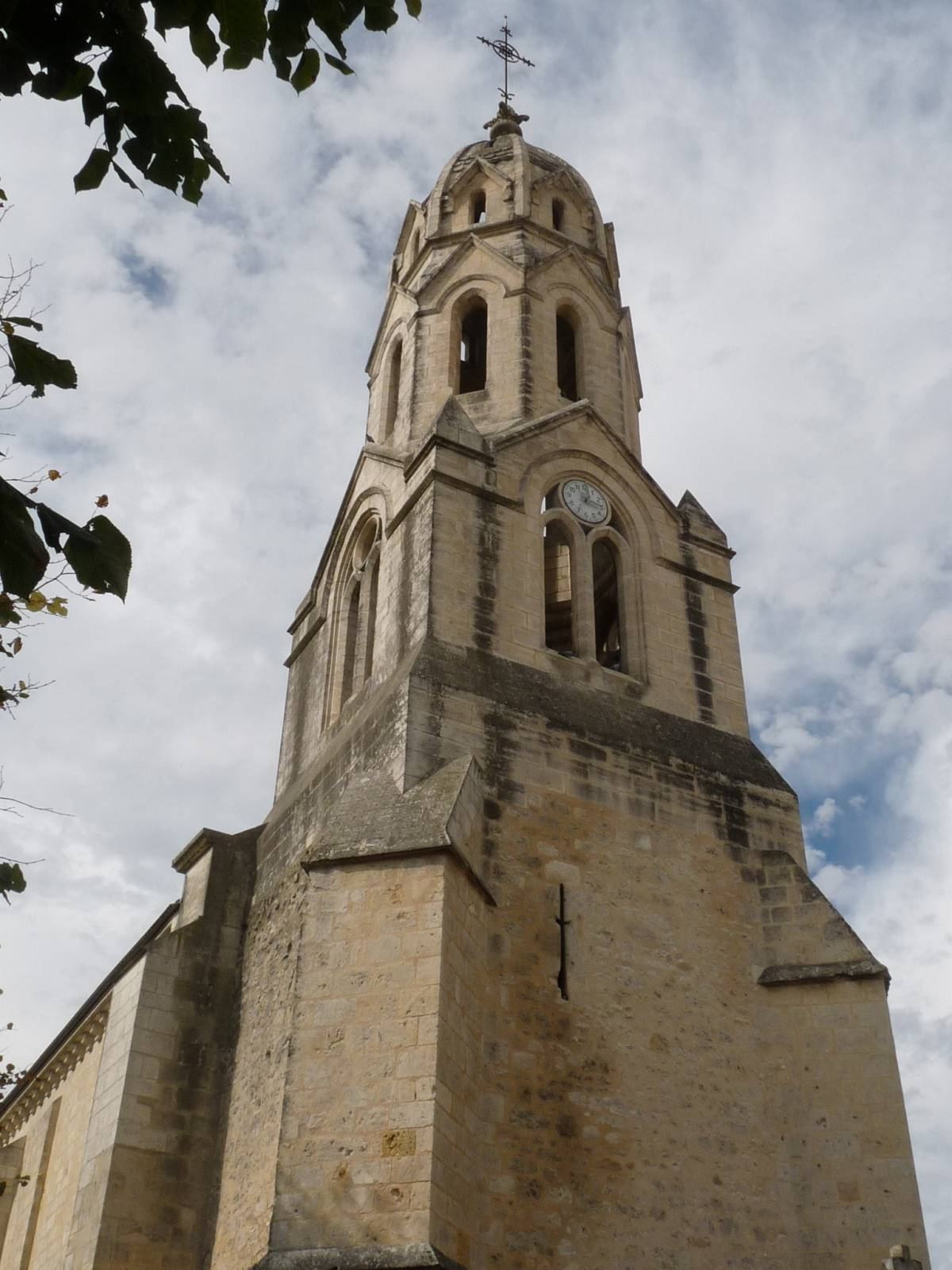
L'église de Bertric-Burée.

- L'église Saint-Pierre et Saint-Paul de Bertric du XIIIe siècle, remaniée à la fin du XIXe siècle avec un clocher octogonal de style byzantin[63].
- Le château de Burée, manoir XVIIe et XVIIIe siècles[64]
- Sur la commune se trouve l'arbre qui serait le plus vieux du département de la Dordogne. Il s'agit d'un if qui mesure neuf mètres de circonférence et qui serait vieux de 800 ans. Il a reçu le label « arbre remarquable de France » en janvier 2002[65].

## Pour approfondir